# وانغ كون
وانغ كون (بالصينية: 王昆) هي مغنية أوبرا ومغنية صينية، ولدت في 25 أبريل 1925 في خبي في الصين، وتوفيت في 21 نوفمبر 2014 في الصين.